# Arconada
Arconada är en kommun i Spanien.   Den ligger i provinsen Provincia de Palencia och regionen Kastilien och Leon, i den norra delen av landet, 220 km norr om huvudstaden Madrid. Arean är 19,4 kvadratkilometer.
Terrängen i Arconada är platt.